# 長野県道325号白馬岳大町線
長野県道325号白馬岳大町線（ながのけんどう325ごう はくばだけおおまちせん）は、白馬岳山頂から長野県大町市平を結ぶ一般県道。車両はサンアルピナ鹿島槍スキー場の入口から終点までしか走行できない。山岳名としての「白馬岳」は「しろうまだけ」が正式名称であるが、路線名としては「はくばだけ」という通称名が用いられ、長野県の道路現況では「は」の欄に分類されている。

## 概要

### 路線データ
- 起点 : 白馬岳山頂
- 終点 : 長野県大町市平（信濃木崎駅前、国道148号交点）

## 通過する自治体
- 長野県大町市

## 接続・交差する道路
- 国道148号

## 周辺
- サンアルピナ鹿島槍スキー場
- JR大糸線信濃木崎駅